# Frederik Babucke
Frederik Babucke (* 14. Mai 1975) ist ein deutscher Schauspieler.

## Leben
Nach der Mittleren Reife machte der aus Stockum stammende Babucke eine Ausbildung zum Zahntechniker und wurde an der Kunstakademie in Schwerte ausgebildet. 1996 gewann er die Wahl zum Bravo-Boy. Es folgten ab 1997 mehrere Rollen in Seifenopern. Von 2000 bis 2002 spielte er im Marienhof eine Hauptrolle als Lehrer Dominik Kessler. Da ihm der Beruf mit Ein- oder Zweijahresverträgen zu wenig Planungssicherheit bot, zog Babucke sich aus der Schauspielerei zurück. Inzwischen ist er verheiratet und Vater zweier Kinder. Er arbeitet als Medienberater beim Soester Anzeiger und lebt in Möhnesee.

## Filmografie
- 1997: Geliebte Schwestern
- 1998–1999: Gute Zeiten, schlechte Zeiten
- 1999: Nesthocker – Familie zu verschenken
- 2000–2002: Marienhof